# Solný můstek

Schéma galvanického Voltova článku; solný můstek (trubice naplněná roztokem dusičnanu draselného) je vyznačena zelenou barvou

Solný můstek je součást elektrochemického článku (např. galvanického článku), která brání promíchávání roztoků u jednotlivých elektrod, ale zachovává mezi nimi průchod elektrického proudu. Stejnou funkci může plnit i polopropustná membrána.
Ve schematickém zápisu článku se značí dvěma svislými čarami, jako například v zápise Voltova článku mezi zinečnatými a měďnatými ionty:
Zn | Zn2+ || Cu2+ | Cu

## Typy solných můstků

### Chloridodraselný můstek
Solný můstek tvořený roztokem chloridu draselného je od svého objevu v roce 1895 nejrozšířenějším typem solného můstku. Tehdy se osvědčil jako nejefektivnější nosič náboje mezi dvěma roztoky, když byl na přelomu 19. a 20. století srovnáván s roztoky dalších solí (dusičnany draselnými, sodnými a amonnými, chloridem lithným, jodidem a bromidem draselným a octanem vápenatým).

### Můstek z filtračního papíru
Jako levnější variantu některých solných můstků lze použít kus filtračního papíru namočeného do roztoku soli (např. KCl nebo KNO3). Vodivost takového můstku závisí na mnoha faktorech, např. poréznosti a kvalitě papíru, a nemusí tak při elektroanalytickém měření poskytovat přesné výsledky.

### Další typy solných můstků
Teoreticky může jako solný můstek sloužit jakýkoliv objekt, který vede elektrický proud a vyměňuje se sousedními roztoky pouze minimum hmoty. Mezi populární demonstrační experimenty bez praktického použití patří využití párku nebo jiné uzeniny, která se několik minut po zapojení do obvodu vlivem procházejícího proudu ohřeje.